# 奧拉德拉赫蒙
36°10′49″N 6°42′18″E / 36.18028°N 6.70500°E

奧拉德拉赫蒙（阿拉伯语：‎），是阿爾及利亞的城鎮，位於該國東北部君士坦丁省，由赫魯卜區負責管轄，面積210平方公里，2008年人口26,132人，人口密度每平方公里124人。